# Dairis Tornell
Dairis Tornell (L'Avana, 18 aprile 1992) è una cestista cubana.

## Carriera
Con Cuba ha disputato due edizioni dei Campionati americani (2017, 2019).